# Michmanim
Michmanim (hebr. מכמנים; ang. Mikhmanim) – wieś komunalna położona w Samorządzie Regionu Misgaw, w Dystrykcie Północnym, w Izraelu.

## Położenie
Wieś jest położona na wysokości 439 m n.p.m. w północnej części Dolnej Galilei. Leży na szczycie góry Kamon (598 m n.p.m.), wznoszącej się od strony południowej nad Doliną Bet ha-Kerem i Doliną Chananja. Po stronie zachodniej jest głębokie wadi strumienia Cuf, a na południu są źródła strumieni Hilazon i Ketsach. Stoki góry Kamon są częściowo zalesione. W otoczeniu wsi Michmanim znajdują się miasto Karmiel, miejscowości Nachf i Sadżur, kibuc Lotem, moszaw Szezor, wieś komunalna Ma’ale Cewijja, oraz wsie arabskie Kamane, Sallama, Hamdon i Chusnija. Na północy jest położona strefa przemysłowa Karmiel.

### Podział administracyjny
Michmanim jest położona w Samorządzie Regionu Misgaw, w Poddystrykcie Akka, w Dystrykcie Północnym Izraela.

## Demografia
Stałymi mieszkańcami wsi są wyłącznie Żydzi. Tutejsza populacja jest świecka:

Źródło danych: Central Bureau of Statistics.

## Historia
Osada została założona w 1980 roku w ramach rządowego projektu Perspektywy Galilei, którego celem było wzmocnienie pozycji demograficznej społeczności żydowskiej na północy kraju. Początkowo nazywała się Micpe Kamon Ma’araw (hebr. מצפה כמון – מערב). W owym czasie zamieszkiwało w niej zaledwie siedem rodzin. Stopniowo rozrosła się do wielkości normalnej wsie komunalnej. Istnieją plany rozbudowy wsi.

## Edukacja
Wieś utrzymuje przedszkole. Starsze dzieci są dowożone do szkoły podstawowej we wsi Gilon.

## Kultura i sport
We wsi jest ośrodek kultury z biblioteką. Z obiektów sportowych jest boisko do koszykówki oraz siłownia.

## Infrastruktura
We wsi jest przychodnia zdrowia, sklep wielobranżowy oraz warsztat mechaniczny.

## Gospodarka
Lokalna gospodarka opiera się na działalności usługowej. Kilka rodzin hoduje oliwki, owce i bydło mleczne. Część mieszkańców dojeżdża do pracy poza wsią.

## Transport
Z wsi wyjeżdża się na północny wschód lokalną drogą, która mija sąsiednią wieś Kamane, po czym skręca na północ i zjeżdża do strefy przemysłowej Karmiel przy mieście Karmiel, docierając do skrzyżowania z drogą nr 85.